# Euclimacia torquata
Euclimacia torquata is een insect uit de familie van de Mantispidae, die tot de orde netvleugeligen (Neuroptera) behoort. 
Euclimacia torquata is voor het eerst wetenschappelijk beschreven door Navás in 1914.